# مرحله مقدماتی جام جهانی فوتبال ۲۰۲۲ (پلی‌آف بین کنفدراسیونی)
در جریان مرحله مقدماتی جام جهانی فوتبال ۲۰۲۲، دو مسابقهٔ پلی‌آف بین کنفدراسیونی برای تعیین دو جایگاه جام جهانی فوتبال ۲۰۲۲ برنامه‌ریزی شده‌است. مسابقات در تاریخ‌های ۱۳ و ۱۴ ژوئن ۲۰۲۲ در قطر برگزار می‌شوند.

## سازوکار
قرعه‌کشی پلی‌آف بین کنفدراسیونی در ۲۶ نوامبر ۲۰۲۱ ساعت ۱۷ اروپای مرکزی، در زوریخ سوییس برگزار شد.
چهار تیم از چهار کنفدراسیون آسیا، کونکاکاف، کونمبول و اقیانوسیه در این مسابقات حضور دارند.
در ابتدا قرار بود تیم‌های حاضر در پلی‌آف با توجه به قرعه، در دو بازی رفت و برگشت خانگی و خارج از خانه مسابقات را انجام دهند. با این حال در حال حاضر این دو مسابقه به‌صورت تک‌حذفی و در قطر برگزار خواهد شد.
این نوع مسابقات پلی‌آف قرار است آخرین بازی‌هایی باشد که دو جایگاه باقی‌مانده جام جهانی فوتبال و یک تورنمنت ۳۲ تیمه را تعیین می‌کند. جام جهانی فوتبال ۲۰۲۶ به ۴۸ تیم افزایش یافته‌است و پلی‌آف قرار است به عنوان بخشی از مرحله مقدماتی جام جهانی تحت یک تورنمنت پلی‌آف شش تیمی برای تعیین جایگاه‌های باقی مانده گنجانده شود.

## تیم‌های راه‌یافته
| کنفدراسیون | جایگاه                    | تیم       |
| ---------- | ------------------------- | --------- |
| آسیا       | برنده مرحله چهارم (پلی‌آف) | استرالیا  |
| کونکاکاف   | تیم چهارم مرحله سوم       | کاستاریکا |
| کونمبول    | تیم پنجم رده‌بندی نهایی    | پرو       |
| اقیانوسیه  | برنده مرحله مقدماتی       | نیوزیلند  |

## مسابقات
فیفا برای نخستین بار تصمیم گرفت مسابقات را به‌صورت تک‌بازی در کشور میزبان یعنی قطر برگزار کند. این مسابقات که در ابتدا برای ماه مارس همان سال برنامه‌ریزی شده بودند به دلیل تغییرات در تقویم مسابقات بین‌المللی فیفا ناشی از همه‌گیری ویروس کرونا، به تاریخ‌های ۱۳ و ۱۴ ژوئن ۲۰۲۲ انتقال پیدا کردند.

### آسیا مقابل کونمبول
| تیم ۱    | نتیجه             | تیم ۲ |
| -------- | ----------------- | ----- |
| استرالیا | ۰–۰(و.ا.) (۵–۴ پ) | پرو   |

| استرالیا                                                               | ۰–۰ (و.ا.) | پرو                                                                                             |
| ---------------------------------------------------------------------- | ---------- | ----------------------------------------------------------------------------------------------- |
|                                                                        | گزارش      |                                                                                                 |
| ضربات پنالتی                                                           |            |                                                                                                 |
| - مارتین بویل - آرون موی - Goodwin - Hrustic - جیمی مکلارن - آور مابیل | ۵–۴        | - جانلوکا لاپادولا - الکساندر کاینز - لوییس ادوینکولا - رناتو تاپیا - ادیسون فلورس - الکس والرا |

### کونکاکاف مقابل اقیانوسیه
| تیم ۱     | نتیجه | تیم ۲    |
| --------- | ----- | -------- |
| کاستاریکا | ۱–۰   | نیوزیلند |

| کاستاریکا      | ۱–۰   | نیوزیلند |
| -------------- | ----- | -------- |
| - جوئل کمپل ۳' | گزارش |          |